# NGC 6643
NGC 6643 في الفهرس العام الجديد، هي مجرة، تقع في كوكبة التنين. اكتشفت في 1858 .

## روابط خارجية
- NGC 6643 على موقع ويكي سكاي: DSS2, SDSS, GALEX, IRAS, Hydrogen α, X-Ray, Astrophoto, Sky Map, Articles and images